# Thomas Dasquet
Thomas Dasquet (Argenteuil, 3 giugno 1994) è un calciatore francese, difensore del Chambly.

## Carriera
Cresciuto nel settore giovanile del Troyes, ha esordito in prima squadra il 24 aprile 2015 disputando l'incontro di Ligue 2 perso 2-0 contro il Nancy.
Il 6 agosto 2020, Dasquet ha firmato un contratto biennale con i bulgari del Levski Sofia.

## Statistiche

### Presenze e reti nei club
Statistiche aggiornate al 21 dicembre 2021.
| Stagione        | Squadra         | Campionato      | Campionato | Campionato | Coppe nazionali | Coppe nazionali | Coppe nazionali | Coppe continentali | Coppe continentali | Coppe continentali | Altre coppe | Altre coppe | Altre coppe | Totale | Totale |
| Stagione        | Squadra         | Comp            | Pres       | Reti       | Comp            | Pres            | Reti            | Comp               | Pres               | Reti               | Comp        | Pres        | Reti        | Pres   | Reti   |
| --------------- | --------------- | --------------- | ---------- | ---------- | --------------- | --------------- | --------------- | ------------------ | ------------------ | ------------------ | ----------- | ----------- | ----------- | ------ | ------ |
| apr.-mag. 2015  | Troyes          | L2              | 5          | 0          | CF+CdL          | -               | -               |                    | -                  | -                  |             | -           | -           | 5      | 0      |
| 2016-2017       | Le Mans         | CFA2            | 20         | 0          | CF              | 1               | 0               |                    | -                  | -                  |             | -           | -           | 21     | 0      |
| 2017-2018       | Le Mans         | N2              | 15         | 1          | CF              | 3               | 0               |                    | -                  | -                  |             | -           | -           | 18     | 1      |
| 2018-2019       | Le Mans         | N               | 22         | 0          | CF              | 0               | 0               |                    | -                  | -                  |             | -           | -           | 22     | 0      |
| 2019-2020       | Le Mans         | L2              | 10         | 0          | CF+CdL          | 3+3             | 0               |                    | -                  | -                  |             | -           | -           | 16     | 0      |
| Totale Le Mans  | Totale Le Mans  | Totale Le Mans  | 67         | 1          |                 | 10              | 0               |                    | -                  | -                  |             | -           | -           | 77     | 1      |
| 2020-apr. 2021  | Levski Sofia    | 1L              | 24         | 0          | CB              | 3               | 0               |                    | -                  | -                  |             | -           | -           | 27     | 0      |
| 2021-2022       | La Nucía        | SDR             | 15         | 0          |                 | -               | -               |                    | -                  | -                  |             | -           | -           | 15     | 0      |
| Totale carriera | Totale carriera | Totale carriera | 111        | 1          |                 | 13              | 0               |                    | -                  | -                  |             | -           | -           | 124    | 1      |

## Palmarès

### Club

#### Competizioni nazionali
- Ligue 2: 1

Troyes: 2014-2015